# Iberodorcadion nudipenne
Iberodorcadion nudipenne es una especie de escarabajo longicornio de la subfamilia Lamiinae. Fue descrita científicamente por Escalera en 1908.
Se distribuye por España. Mide 11-13 milímetros de longitud.